# Farbesbosjön
Farbesbosjön är en sjö i Ovanåkers kommun i Hälsingland och ingår i Ljusnans huvudavrinningsområde. Sjön har en area på 0,108 kvadratkilometer och ligger 221,9 meter över havet.

## Delavrinningsområde
Farbesbosjön ingår i det delavrinningsområde (680403-149014) som SMHI kallar för Ovan 680291-149266. Medelhöjden är 224 meter över havet och ytan är 13,11 kvadratkilometer. Räknas de 304 avrinningsområdena uppströms in blir den ackumulerade arean 2 302,35 kvadratkilometer. Voxnan som avvattnar avrinningsområdet har biflödesordning 2, vilket innebär att vattnet flödar genom totalt 2 vattendrag innan det når havet efter 107 kilometer. Avrinningsområdet består mestadels av skog (78 procent). Avrinningsområdet har 0,11 kvadratkilometer vattenytor vilket ger det en sjöprocent på 0,8 procent.